# Bernardo Neustadt
Bernardo Neustadt (n. 9 ianuarie 1925, Iași, România – d. 7 iunie 2008, Martínez⁠(d), Buenos Aires, Argentina) a fost un ziarist argentinian născut în România. Timp de 30 de ani, împreună cu Mariano Grondona, a condus periodicul Tiempo Nuevo.